# Lubuk Hara
Lubuk Hara is een bestuurslaag in het regentschap Ogan Komering Ulu van de provincie Zuid-Sumatra, Indonesië. Lubuk Hara telt 324 inwoners (volkstelling 2010).